# Диксон, Найла
Найла Диксон (англ. Ngila Dickson; род. 1958 год, Данидин, Новая Зеландия) — новозеландская художница по костюмам, известная работой в кинотрилогии Питера Джексона «Властелин колец». Обладательница премии «Оскар» за лучший дизайн костюмов в фильме «Властелин колец: Возвращение короля».

## Карьера
Родилась в 1958 году, в Данидине, Новая Зеландия. Перед тем как прийти в кинематограф, Найла Диксон работала редактором журнала, стилистом и модельером. Телевизионный фильм «Тайна „Воина радуги“» (1989) стал её первой работой в качестве художника по костюмам. С 1995 по 1999 год занималась созданием костюмов для сериала «Удивительные странствия Геракла» и его спин-оффа «Зена — королева воинов», съёмки которых проходили в Новой Зеландии.

### Признание
В 1999 году была привлечена к разработке и созданию костюмов для одного из самых крупных кинопроектов — трилогии «Властелин колец» (2001—2003), режиссёра Питера Джексона, с которым Диксон ранее уже сотрудничала на съёмках фильма «Небесные создания» (1994). За работу в трилогии, Диксон получила множество наград и номинаций, в том числе номинацию на премию «Оскар» в 2002 году за лучший дизайн костюмов к первой части и самого «Оскара» в 2004 году за костюмы к заключительной части серии. Помимо награды в 2004 году, также была в числе номинантов на «Оскар» за дизайн костюмов в исторической драме «Последний самурай», режиссёра Эдварда Цвика.
В 2004 году Найла Диксон была удостоена государственной награды Новой Зеландии — звания офицера Ордена Заслуг (ONZM)

### Личная жизнь
Замужем за искусствоведом Хэмишем Китом, вместе с которым проживает в Окленде.

## Фильмография
- 1989 — Тайна «Воина радуги» (ТВ) / The Rainbow Warrior Conspiracy (реж. Крис Томсон)
- 1990 — User Friendly (реж. Грегор Николас)
- 1990 — Руби и Рата / Ruby and Rata (wardrobe supervisor) (реж. Гэйлен Престон)
- 1992 — Мой дедушка вампир / My Grandpa Is a Vampire (реж. Дэвид Блит)
- 1992 — Авария / Crush (реж. Элисон Маклин)
- 1992 — Театр Рэя Брэдбери (сериал, 15 эпизодов, 6-й сезон)
- 1993 — Воин радуги (ТВ) (реж. Майкл Тачнер)
- 1993 — Джек-упырь (реж. Гарт Максвелл)
- 1994 — Mrs. Piggle-Wiggle (сериал, эпизод: «The Radish Cure»)
- 1994 — Небесные создания (реж. Питер Джексон)
- 1995—1999 — Удивительные странствия Геракла (сериал, неизвестное кол-во эпизодов)
- 1995—1999 — Зена — королева воинов (сериал, 90 эпизодов)
- 1995 — Таинственный остров (сериал) / Mysterious Island (5 эпизодов)
- 1996 — Персик (короткометражный) / Peach
- 1998 — Молодость Геракла (видео) (реж. Ти Джей Скотт)
- 2001 — Властелин колец: Братство Кольца (реж. Питер Джексон)
- 2002 — Суперпожар (ТВ) (реж. Стивен Куэйл)
- 2002 — Властелин колец: Две крепости (реж. Питер Джексон)
- 2003 — Экстремальная команда / The Extreme Team (реж. Лесли Либман)
- 2003 — Последний самурай (реж. Эдвард Цвик)
- 2003 — Властелин колец: Возвращение короля (реж. Питер Джексон)
- 2004 — Трое в каноэ (реж. Стивен Брилл)
- 2006 — Иллюзионист (реж. Нил Бёргер)
- 2006 — Кровавый алмаз (реж. Эдвард Цвик)
- 2008 — Золото дураков (реж. Энди Теннант)
- 2009 — Интернэшнл (реж. Том Тыквер)
- 2011 — Зелёный Фонарь (реж. Мартин Кэмпбелл)
- 2012 — Мистер Пип / Mr. Pip (реж. Эндрю Адамсон)
- 2012 — Император (реж. Питер Веббер)
- 2014 — Дракула (реж. Гари Шор)
- 2015 — Конец детства (мини-сериал) / Childhood's End (реж. Ник Харран)
- 2016 — Крадущийся тигр, затаившийся дракон: Меч судьбы (реж. Юнь Вопхин)
- 2018 — Асура / Asura (реж. Чжан Пэн)
- 2019 — Терминатор: Тёмные судьбы (реж. Тим Миллер)

## Награды и номинации
Большинство наград и номинаций за работу в проекте «Властелин колец» Диксон разделила вместе с Ричардом Тейлором.
| Премия                                | Категория                                    | Год  | Фильм                                 | Итог      |
| ------------------------------------- | -------------------------------------------- | ---- | ------------------------------------- | --------- |
| «Оскар»                               | Лучший дизайн костюмов                       | 2002 | «Властелин колец: Братство Кольца»    | Номинация |
| «Оскар»                               | Лучший дизайн костюмов                       | 2004 | «Властелин колец: Возвращение короля» | Победа    |
| «Оскар»                               | Лучший дизайн костюмов                       | 2004 | «Последний самурай»                   | Номинация |
| BAFTA                                 | Лучший дизайн костюмов                       | 2002 | «Властелин колец: Братство Кольца»    | Номинация |
| BAFTA                                 | Лучший дизайн костюмов                       | 2003 | «Властелин колец: Две крепости»       | Победа    |
| BAFTA                                 | Лучший дизайн костюмов                       | 2004 | «Властелин колец: Возвращение короля» | Номинация |
| «Сатурн»                              | Лучшие костюмы                               | 2002 | «Властелин колец: Братство Кольца»    | Номинация |
| «Сатурн»                              | Лучшие костюмы                               | 2003 | «Властелин колец: Две крепости»       | Победа    |
| «Сатурн»                              | Лучшие костюмы                               | 2004 | «Властелин колец: Возвращение короля» | Номинация |
| «Сатурн»                              | Лучшие костюмы                               | 2015 | «Дракула»                             | Победа    |
| Премия Гильдии художников по костюмам | Лучшие костюмы в историческом/фэнтези фильме | 2003 | «Властелин колец: Две крепости»       | Номинация |
| Премия Гильдии художников по костюмам | Лучшие костюмы в историческом/фэнтези фильме | 2004 | «Последний самурай»                   | Номинация |
| Премия Гильдии художников по костюмам | Лучшие костюмы в историческом/фэнтези фильме | 2004 | «Властелин колец: Возвращение короля» | Победа    |
| Премия Гильдии художников по костюмам | Лучшие костюмы в историческом фильме         | 2007 | «Иллюзионист»                         | Номинация |
| «Спутник»                             | Лучший дизайн костюмов                       | 2002 | «Властелин колец: Братство Кольца»    | Номинация |
| «Спутник»                             | Лучший дизайн костюмов                       | 2004 | «Властелин колец: Возвращение короля» | Номинация |
| «Спутник»                             | Лучший дизайн костюмов                       | 2004 | «Последний самурай»                   | Победа    |